# Bezirk Strenči
Der Bezirk Strenči (Strenču novads) war von 2009 bis 2021 eine Verwaltungseinheit in Lettland. Im Zuge der Verwaltungsreform 2021 wurden die teilnehmenden Gemeinden Teil des neu entstandenen Bezirks Valmiera.

## Geographie
Das ehemalige Bezirksgebiet liegt im Norden des Landes.

## Bevölkerung
Von 2009 bis 2021 bestand die Verwaltungsgemeinschaft mit Seda und zwei Landgemeinden. 2010 hatte sie 3610 Einwohner.

## Nachweise
1. ↑  Vides aizsardzības un reģionālās attīstības ministrija (Ministerium für Naturschutz und Regionalentwicklung), Karten und Auflistung der Verwaltungseinheiten, abgerufen am 21. Juli 2021